# پورتسموث (اوهایو)
پورتسموث(به انگلیسی: Portsmouth) شهری در ایالت اوهایو کشور ایالات متحده آمریکا است که جمعیت آن در سرشماری سال ۲۰۱۰ میلادی، ۲۰٬۲۲۶ نفر بوده‌است.